# Friend of a Friend
Friend of a Friend – singel czeskiego zespołu muzycznego Lake Malawi, wydany 7 stycznia 2019 pod szyldem wytwórni Holidays Forever. Piosenkę napisali i wyprodukowali Jan Steinsdoerfer, Mikołaj Trybulec i Albert Černý.
W 2019 kompozycja reprezentowała Czechy w 64. Konkursie Piosenki Eurowizji w Tel Awiwie. Zajęła ostatecznie 11. miejsce po zdobyciu 157 punktów w tym 7 punktów od telewidzów (24. miejsce) i 150 pkt od jurorów (8. miejsce).

## Lista utworów
Digital download
1. „Friend of a Friend” – 2:52